# Jean de Casembroot
Jean de Casembroot (également Jehan de Casembroot ou de Casembroodt) (Bruges, vers 1525 – Vilvorde, 14 septembre 1568) était un poète et homme politique qui s'est surtout fait connaitre lors des troubles qui précédèrent la guerre de Quatre-Vingts Ans. Il était seigneur de Bekkerzeel, Zellik, Kobbeghem, Berchem et Fenain.

## Biographie
Jean de Casembroot est né à Bruges. Il est issu d'une famille importante, originaire du Piémont. Son père, Lenaert de Casembroot (1495-1558), était bourgmestre de Bruges et sa mère était Maria Reyvaert. Il a épousé Wilhelmine van Bronckhorst (nl) (veuve d'Alexis de Nassau-Corroy (nl) et de Jean de Lannoy) dont il a eu une fille nommée Anna. Il fut secrétaire et conseiller du comte d'Egmont. Il signa le Compromis des Nobles dans lequel des nobles catholiques et réformés plaidaient pour la liberté religieuse et fut présent lors de la remise de cette requête à Marguerite de Parme, gouvernante et régente des Pays-Bas.
Bien que catholique, Jean de Casembroot fut un farouche opposant au cardinal Antoine de Granvelle. Plus tard, il combattit la furie iconoclaste. Jean de Casembroot fut nommé gouverneur d'Audenarde par le comte d'Egmont et parvint à rétablir l'ordre dans la ville. Dans l'accord qu'il signa avec les calvinistes, il alla plus loin que ce que la régente avait stipulé dans l'Accord du 25 août 1566.
Après l'arrivée du duc d'Albe, il fut arrêté le même jour que les comtes d'Egmont et de Hornes (9 septembre 1567), torturé et condamné à mort le 9 août 1568 par le Conseil des Troubles. Il fut décapité le 14 septembre 1568 à Vilvorde.
Quelques poèmes latins de sa main ont été publiés qui témoignent d'une éducation humaniste.

## Publications
- Oratio in quodlibeticis, 1559.
- Carmen in laudem Marci Laurini et Huberti Goltzi.

## Armoiries
| Figure | Blasonnement |
|        | D'azur, au chevron d'or chargé de trois roses de gueules à cinq pétales au cœur d'or, accompagné de trois épis de blé d'or, debout deux en chef et un en pointe. |